# Еремеевка (Ершовский район)
Еремеевка — село в Ершовском районе Саратовской области, в составе сельского поселения Перекопновское муниципальное образование. Село расположено преимущественно на правом берегу реки Малый Узень примерно в 36 км по прямой в направлении в юго-западном направлении от города Ершова (45 км по автодорогам).
Население - 250 (2010)

## История
Согласно Списку населённых мест Самарской губернии по сведениям за 1889 год переселенческое село Еремеевка относилось к Новотроицкой волости Новоузенского уезда. Здесь проживало свыше 1,0 тысячи человек
Не позднее 1910 года Еремееввка была включена в состав Краснянской волости. Согласно Списку населённых мест Самарской губернии 1910 года село относилось к Краснянской волости, здесь проживало 544 мужчины и 570 женщин, село населяли преимущественно русские и малороссы, православные, в селе имелись церковь, школа грамотности, 3 ветряные мельницы.
В 1919 году в составе Новоузенского уезда Еремеевка включена в состав Саратовской губернии.

## Население
Динамика численности населения по годам:
| Годы      | 1889 | 1897 | 1910 | 2002 |
| --------- | ---- | ---- | ---- | ---- |
| Население | 1016 | 834  | 1114 | 344  |

| 2002 | 2010 |
| ---- | ---- |
| 343  | ↘250 |